# The Blackjacks
The Blackjacks fue una pareja de lucha libre profesional conformada por Blackjack Mulligan y Blackjack Lanza, participaron en varias empresas, siendo más conocidos en la American Wrestling Association y la World Wrestling Federation.

## Historia

### Los Blackjacks originales
El dúo se creó en la década de 1970, fueron manejados por Bobby Heenan.
The Blackjacks ganaron múltiples títulos en parejas, incluyendo el WWA Tag Team Championship y consiguiendo dos veces el campeonato en parejas de la WCCW, Pero son más conocidos por ganar el WWWF World Tag Team Championship (con Lou Albano como su mánager) el 26 de agosto de 1975, derrotando a Dominic Denucci & Pat Barrett.
El 1 de abril de 2006 fueron inducidos al salón de la fama de la WWE por Bobby Heenan.

### The New Blackjacks
A inicios de 1997, Barry Windham, hijo de Mulligan, junto con Justin "Hawk" Bradshaw, sobrino de Lanza, formaron la pareja The New Blackjacks en la WWF. Eran conocidos como Blackjack Windham y Blackjack Bradshaw, luchando como faces. El dúo nunca alcanzó el éxito de sus predecesores y se disolvió a inicios de 1998.

## Campeonatos y logros
- Big Time Wrestling
  - NWA American Tag Team Championship (2 veces)
- World Wrestling Association
  - WWA World Tag Team Championship
- World Wrestling Federation / World Wrestling Entertainment
  - WWE Hall of Fame (2006)
  - WWWF World Tag Team Championship (1 vez)